# Jean-Claude Weill
Pour les articles homonymes, voir Weill.
Jean-Claude Weill, né le 14 aout 1941 à Lyon, est un biologiste et immunologiste français, membre de l'Académie des sciences.

## Biographie
Jean-Claude Weill est le fils de Jean-Paul Weill avocat à la Cour d'appel de Paris, officier de la Légion d'honneur (au péril de sa vie) et croix de guerre (1940-1945) et de Denise Maier. Il est le frère de Guy Weill né le 10 juillet 1940 interne des Hôpitaux de Paris décédé accidentellement le 6 mai 1966. Il a été marié à Claudia Duxburry avec qui il a une fille Samantha Weill-Philippe psychanalyste, et est marié à Frédérique Pons, avocate. 

### Études
- 1965 : Master en biochimie - université d'État de New York à Buffalo (États-Unis)
- 1968 : Docteur en odontologie - Faculté de médecine de Paris
- 1980 : Doctorat en biochimie - université Paris-Diderot
- 1981 : Doctorat en biologie - université Pierre-et-Marie-Curie

### Situation actuelle
2014 : Co-direction scientifique de l'équipe "Développement du système immunitaire". Institut Necker-Enfants malades Inserm U1151-CNRS UMR8253, Paris, France

### Postes antérieurs
- 1963-1965 : Étudiant en master, Département de biochimie, Université d'État de New York à Buffalo (États-Unis)
- 1972-1977 : Chercheur scientifique, Institut d'immunobiologie, Hôpital Broussais (Paris) (Pr Bernard Halpern)
- 1977-1982 : Chargé de recherche scientifique (Inserm), Institut Jacques Monod (Paris)
- 1982-1987 : Chef de groupe "Immunodifférenciation moléculaire" (Directeur de recherche Inserm), Institut Jacques-Monod, Paris
- 1987-1991 : Membre permanent de l'Institut d'immunologie de Bâle (Bâle, Suisse)
- 1992-2000 : Directeur de l'Inserm U373 "Développement du système immunitaire"

(Professeur (PU-PH) à la Faculté de médecine de l'université Paris-Descartes)
- 2001-2013 Co-direction scientifique de l'Inserm U783 "Développement du système immunitaire"

Faculté de médecine de l'université Paris-Descartes - Site Necker-Enfants malades

## Travaux
Toute la carrière de Jean-Claude Weill s'est faite en collaboration avec Claude-Agnès Reynaud. L'originalité d'un tel tandem et surtout sa longévité méritent d'être soulignées.
Avec Claude-Agnès Reynaud rencontrée dans le laboratoire de Klaus Sherrer à l’Institut Jacques Monod, il s'intéresse aux mécanismes de formation du répertoire des immunoglobulines, mettant en évidence des mécanismes nouveaux comme la conversion génique chez les oiseaux, ou l'utilisation chez les ruminants du processus d'hypermutation somatique dans la formation du répertoire pré-immun. Ces stratégies s'accompagnent d'une différenciation lymphocytaire localisée essentiellement dans les tissus lymphoïdes associés à l'intestin. Leurs travaux plus récents ont porté sur les mécanismes moléculaires du processus d'hypermutation des gènes des immunoglobulines, par la description du rôle joué par les ADN polymérases mutagènes dans ce processus, ainsi que sur les mécanismes de formation de la mémoire immunitaire, et la description de sous-populations lymphocytaires chez l'homme présentant des analogies dans leur mode de formation avec celui des cellules B décrites chez les oiseaux ou les ruminants.
Jean-Claude Weill est l'auteur d'un grand nombre d'articles scientifiques

## Appartenance à des sociétés scientifiques
- 1993 : Élu membre de l'Organisation européenne de biologie moléculaire[8]
- 2000 : Professeur émérite à l'Institut universitaire de France (IUF)[8].
- 2005 : "membre honoraire" de l'American Association of Immunologists[8]
- 2011 : Membre de l'Académie des sciences[9]

## Distinctions honorifiques
- 1993 : Prix Lucien Tartois de la Fondation pour la recherche médicale
- 1997 : Prix Jean-Pierre Lecoq de l'Académie des sciences (avec Claude-Agnès Reynaud)
- 2017 : Prix d'honneur Inserm (avec Claude-Agnès Reynaud)[10]
- 2018 : Sanofi-Institut Pasteur International Senior Award (avec Claude-Agnès Reynaud)[11]

## Publications
- Jean-Claude Weill, Éloge de l'imprévu : histoires d'un drôle de chercheur, Belin Éducation, 2023, 176 p. (ISBN 979-10-358-2751-9)[12]